# Philippe Waquet
Pour les articles homonymes, voir Waquet.
Philippe Waquet, né le 13 août 1933 à Auray (Morbihan), mort le 6 février 2021 à Paris, est un juriste français, avocat puis magistrat. Comme doyen de la chambre sociale de la Cour de cassation, on lui doit plusieurs arrêts qui ont modelé la jurisprudence en droit du travail français.

## Biographie
Philippe, Yves, Marie Waquet est le dernier des huit enfants d'André Waquet (Lorient, 1889 - Lorient, 1964), ancien médecin de marine, installé comme médecin généraliste à Auray à partir de 1920, frère d'Henri Waquet, directeur des Archives départementales du Finistère, et d'Yvonne Le Prieur (Lorient, 1898 - Lorient, 1991), sœur d'Yves Le Prieur, officier de marine, auteur de nombreuses inventions dont celle du scaphandre autonome. Philippe Waquet est l'un des nombreux descendants directs de Jacques Guermeur, avocat, procureur du Roi puis député du Finistère à la Convention Nationale et membre du Conseil des Anciens.
Élève du Collège jésuite Saint François-Xavier de Vannes, il entame ses études de Droit à Rennes. Il obtient la licence en Droit en 1953, à 20 ans, à la Faculté de droit de Paris. Le 2 décembre de la même année, il présente et obtient le Certificat d'aptitude à la profession d'avocat et s'inscrit immédiatement au barreau de Paris.
Il commence sa carrière chez Me Pierre Goutet et la poursuit chez Me André Mayer, tous deux avocats aux conseils. En 1967 il rachète une charge d'avocat au Conseil d'État et à la Cour de cassation qu'il conduit jusqu'en 1987. Il transmet la charge à son épouse Claire Prady-Waquet lorsqu'il est nommé haut magistrat. 
Nommé à la chambre sociale de la Cour de Cassation en 1988, il en devient le doyen en 1998 et le demeure jusqu'à sa retraite en 2002.
De son premier mariage avec Marilis Neel (1933-1975), il a quatre enfants. Il épouse en secondes noces Claire Prady (née en 1950), avocate au Conseil d'État et à la Cour de cassation, avec qui il a deux enfants. Mort à Paris le 6 février 2021 il est inhumé à Auray sa ville natale,.

## Avocat aux conseils
Entre 1967 et 1987, avocat au Conseil d’état et à la Cour de cassation, Philippe Waquet se spécialise dans le droit des étrangers, un droit qu'il contribue à forger en adoptant la stratégie du contentieux à la fois pour faire reconnaître les droits des étrangers et pour inciter le juge administratif à étendre ses compétences,.
Par conviction personnelle il met ses compétences professionnelles au service des mouvements d’aide aux étrangers en situation irrégulière, menacés et/ou objets d’arrêtés d’expulsion. En particulier, il conseille et soutient le Groupe d'information et de soutien des immigrés (GISTI) dont il porte devant le Conseil d’état plusieurs requêtes aboutissant aux « arrêts GISTI » .
C’est ainsi qu’il manie l’arme du Droit pour contrer l’application des circulaires Fontanet-Marcellin qui modifient les règles d’entrée et de séjour des étrangers sans s’appuyer sur la Loi. Alerté par la CFDT en 1974 sur le sort des jeunes ouvriers portugais de Renault à Boulogne-Billancourt, il dépose devant le Conseil d’état le recours contre l’arrêté d’expulsion frappant Antonio da Silva dans l’espoir non seulement de stopper la procédure engagée à son encontre mais surtout d’établir une jurisprudence favorable à tous les jeunes ouvriers portugais, émigrés illégaux et considérés comme insoumis dans leur propre pays. Le 13 janvier 1975, le Conseil d’État annule plusieurs dispositions des circulaires.
En avril 1976, à la demande d’André Legouy, directeur du service migrants de la Cimade, membre du Gisti, il prend devant la Conseil d’état la défense des délégués de la coordination des foyers Sonacotra objets d’un arrêté d’expulsion. Ceux-ci sont finalement abrogés.
Dans un contexte plus politique Philippe Waquet, avec de nombreux confrères dont Robert Badinter, s'implique dans la défense de Klaus Croissant l’avocat allemand des membres de la Fraction armée rouge, plus connus sous le nom de « Bande à Baader ». Klaus Croissant exilé en France, accusé par la justice allemande de complicité avec Baader et ses amis, est l’objet d’une demande d’extradition auprès du gouvernement français. Face à l’arrêt de la Cour d’appel de Paris du 16 novembre 1977 émettant un avis favorable à l’extradition de K. Croissant, Philippe Waquet porte un recours devant la Cour de cassation et devant la section du contentieux du Conseil d’état. L’arrêt de la chambre criminelle de la Cour de cassation du 30 mars 1978 et celui du Conseil d’état du 7 juillet 1978 confirment la légalité de l’extradition. Ce dernier, expression d'une jurisprudence majeure sur la primauté du droit international, est rendu après que les magistrats aient entendu, fait exceptionnel devant cette juridiction, une longue plaidoirie de P. Waquet.

## Conseiller à la Cour de cassation
Philippe Waquet est nommé conseiller à la Cour de Cassation par le Conseil supérieur de la magistrature réuni le 13 octobre 1988 sous la présidence de François Mitterrand, président de la république.
Parmi les nombreuses décisions rendues pendant près de treize ans par la Chambre sociale de la Cour de Cassation à l’initiative de Philippe Waquet, en particulier sous la présidence de Jean-Pierre Cochard, on peut mettre en avant quelques arrêts emblématiques, marqueurs d’une jurisprudence forte et parfois sources d’évolution de la législation.
- L'arrêt Samaritaine du 13 février 1997[18]

Une salariée des Grands magasins parisiens La Samaritaine demande sa réintégration après que le plan social cause de son licenciement a été invalidé. Elle obtient gain de cause en première instance en 1994 puis en appel en 1995. L'employeur qui se pourvoit en cassation se voit alors opposer que la nullité d'une procédure de licenciement collectif entraîne la nullité des licenciements individuels qui en découlent. Les salariés licenciés peuvent en conséquence demander leur réintégration et l'employeur est contraint d'y faire droit, sous peine de dommages et intérêts.
- L'arrêt Azad c/ Chamzidine du 24 mars 1998

Un employé au rayon boucherie d'un supermarché à Mayotte refuse de manipuler de la viande de porc au motif qu'il professe la confession musulmane et demande à son employeur d'être muté dans un autre rayon. Sur le refus de l'employeur, l'employé cesse son travail, est licencié et réclame des dommages et intérêts pour licenciement sans cause réelle et sérieuse. Une cour d'appel lui donne raison mais l'arrêt est cassé par la Cour de cassation au motif qu'il est interdit à l'employeur de chercher à connaître la religion d'un employé et que celui-ci, en l'occurrence, avait accepté le poste de boucher.
- L'arrêt Nikon du 2 octobre 2001[21]

Un ingénieur de la société Nikon est licencié pour faute grave en 1995 au motif qu'il a utilisé du matériel professionnel pour un usage de communication personnelle alors qu'il avait signé une clause de confidentialité lors de son embauche en 1992. La cour d'appel de Paris ayant retenu contre le salarié qu'il s'était livré à des activités parallèles pendant son temps de travail le déboute de ses prétentions de dommages et intérêts pour licenciement abusif. Sur pourvoi du salarié, la Cour de cassation casse et annule cet arrêt au motif que le salarié a droit sur son lieu de travail au respect de l'intimité de sa vie privée sachant que celle-ci implique en particulier le respect du secret des correspondances.
Avec un recul d’une quinzaine d’années, des observatrices considèrent que la jurisprudence « prosalariés » déployée par le trio Jean-Pierre Cochard, Gérard Gélineau-Larrivet, Philippe Waquet a été nettement contrebalancée par la doctrine « favorable aux entreprises » de Jean-Yves Frouin, président de la chambre sociale de la Cour de Cassation de 2014 à 2018.
Toutefois, plus nuancé, Bruno Cathala, président de la chambre sociale en 2021, n’hésite pas à affirmer au sujet de P. Waquet que :

« L’une de ses préoccupations majeures a été de faire reconnaître l’existence des libertés fondamentales du salarié au sein de l’entreprise. Initiant le concept de « vie personnelle du salarié » dans la jurisprudence, il avait d’ailleurs sous-titré l’un de ses livres par cette formule : "du salarié-citoyen au citoyen-salarié". On peut supposer que cette vision avait notamment inspiré l’arrêt Nikon du 2 octobre 2001 sur le secret des correspondances dont l’attendu de principe n’a pas pris une ride. »

## Autres activités et missions temporaires
- Délégué du Conseil constitutionnel chargé de suivre outre-mer les opérations relatives à l'élection du Président de la République des 21 avril et 5 mai 2002[25]. Cette délégation est renouvelée pour les opérations relatives à l'élection du Président de la République des 21 ou dimanche 22 avril 2007 et, s'il y a lieu à un second tour, des 5 ou dimanche 6 mai 2007[26].
- Membre titulaire de la Cour supérieure d'arbitrage. Nommé pour 3 ans par décret du 27 mai 2005[27] et renouvelé par décret du 16 juin 2008[28].
- Membre du Comité consultatif national d'éthique des sciences de la vie et de la santé. Nommé pour 2 ans sur désignation du premier président de la Cour de cassation au titre des personnalités qualifiées choisies en raison de leur compétence et de leur intérêt pour les problèmes d'éthique par arrêté du 22 décembre 2005[29]. Ce mandat est renouvelé dans les mêmes conditions par arrêté du 4 mars 2008[30].

## Distinctions
- Officier de la Légion d'honneur[31].

## Publications
- Philippe Waquet, « La gestion du contentieux social », Revue française d'administration publique, no 57,‎ janvier-mars 1991, p. 35-43.
- Philippe Waquet, « Réflexions sur les rapports de la Commission justice pénale et droits de l'homme », Revue de science criminelle et de droit pénal comparé, vol. 1991, no 3,‎ juillet 1991, p. 518-525.
- Philippe Waquet, « Le juge et l'entreprise », Droit social, vol. 1996, no 5,‎ mai 1996, p. 472-477.
- Philippe Waquet, « Les arrêts de la chambre sociale de la Cour de cassation », Droit social, vol. 1998, no 1,‎ janvier 1998, p. 62-72.
- Philippe Waquet, « La jurisprudence de la chambre sociale sur les plans sociaux », dans Rapport annuel 1999 de la Cour de cassation, Paris, Cour de cassation, 2000 (lire en ligne).
- Philippe Waquet, « Regard sur le Tribunal des conflits », Recueil Dalloz, vol. 2002,‎ novembre 2002, p. 742-747.
- Philippe Waquet, « L'intervention du ministère public au cours du délibéré. La situation à la Cour de cassation », dans Centre de recherches communautaires, Faculté de droit de Paris 12 et l'Institut européen des droits de l'homme, Université de Montpellier 1, Le ministère public et les exigences du procès équitable : Actes du colloque du 15 novembre 2002, Bruxelles, Némésis, Bruylant, 2003.
- Philippe Waquet, L'entreprise et les libertés du salarié, Paris, Éditions Liaisons, coll. « Droit vivant », 2003, 208 p. (ISBN 2878805364).
- Philippe Waquet, « Procédure orale ou procédure écrite en matière prud'hommale », dans La procédure en tous ses états. Mélanges en l'honneur de Jean Buffet, Paris, Petites affiches, 2004.
- Philippe Waquet, « Libertés et Contrat de travail », Revue de jurisprudence sociale,‎ mai 2009, p. 347.
- ouvrage, 13 paradoxes en droit du travail, Paris, Lamy, coll. « Axe Droit », 2012, 496 p. (ISBN 2721215264).
- Philippe Waquet, Yves Struillou et Laurence Pécaud-Rivolier, Pouvoirs du chef d'entreprise et libertés du salarié : Du salarié-citoyen au citoyen-salarié, Paris, Éditions Liaisons, coll. « Droit vivant », 2014, 340 p. (ISBN 2878809823).